# EF9345
El EF9345 de la SGS-Thomson Microelectronics, Inc., fue un microprocesador semigráfico para control de imagen de vídeo, encapsulado en un DIP de 40 patillas. Fue usado principalmente en los microordenadores franceses Matra Alice 32 y Matra Alice 90. Era compatible con el MC6847 (usado en el Matra Alice original) y capaz de exhibir 8 colores, 128 caracteres alfanuméricos y 128 caracteres semigráficos, poseyendo un modo semigráfico, dos modos de texto y ocho modos gráficos. Era aún capaz de acceder 16 KiB de VRAM, aunque el proyecto de hardware de los Matra Alice 32 y 90 haya hecho uso de sólo 8 KiB.

## Enlaços externos
- Hoja de características del EF9345  — PDF(en inglés)

- Datos: Q4888126